# Ejército de los Estados Confederados
El Ejército de los Estados Confederados de América (Army of the Confederate States of America —ACSA—, en inglés), también llamado Ejército Confederado o simplemente Ejército del Sur, fue la fuerza militar terrestre de los Estados Confederados de América (comúnmente conocida como la Confederación) durante la guerra civil estadounidense (1861-1865), que luchó contra las fuerzas de Estados Unidos para mantener la institución de la esclavitud en los estados del Sur de dicho país. El 28 de febrero de 1861, el Congreso Confederado Provisional estableció un ejército provisional de voluntarios y dio el control de las operaciones militares y la autoridad para reunir las fuerzas estatales y los voluntarios al recién elegido presidente confederado, Jefferson Davis. Davis se había graduado en la Academia Militar de los Estados Unidos y había sido coronel de un regimiento de voluntarios durante la intervención estadounidense en México. También había sido senador de los Estados Unidos por Misisipi y Secretario de Guerra bajo el mandato del presidente Franklin Pierce. El 1 de marzo de 1861, en nombre del gobierno confederado, Davis asumió el control de la situación militar en Charleston (Carolina del Sur), donde las milicias del estado de Carolina del Sur asediaban el fuerte Sumter en el puerto de Charleston, en manos de una pequeña guarnición del ejército estadounidense. En marzo de 1861, el Congreso Confederal Provisional amplió las fuerzas provisionales y estableció un Ejército de los Estados Confederados más permanente.
No es posible hacer un recuento exacto del número total de individuos que sirvieron en el ejército confederado debido a los registros confederados incompletos y destruidos; las estimaciones del número de soldados confederados individuales están entre 750.000 y 1.000.000 de hombres. Esto no incluye un número desconocido de esclavos que fueron obligados a realizar diversas tareas para el ejército, entre ellas la construcción de fortificaciones, tareas de defensas o conducción de carros. Dado que estas cifras incluyen estimaciones del número total de soldados individuales que sirvieron en cualquier momento durante la guerra, no representan el tamaño del ejército en una fecha determinada. Estas cifras no incluyen a los hombres que sirvieron en la Armada de los Estados Confederados.
Aunque la mayoría de los soldados que lucharon en la guerra civil estadounidense eran voluntarios, ambos bandos recurrieron en 1862 a la conscripción, principalmente como medio para obligar a los hombres a registrarse y ser voluntarios. A falta de registros exactos, las estimaciones del porcentaje de soldados confederados que eran reclutas eran aproximadamente el doble del 6 por ciento de los soldados estadounidenses que eran reclutas.
Las cifras de bajas confederadas también son incompletas y poco fiables. Las mejores estimaciones del número de muertes de los soldados confederados son de unos 94.000 muertos o heridos mortales en batalla, 164.000 muertos por enfermedad y entre 26.000 y 31.000 muertos en los campos de prisioneros de los Estados Unidos. Una estimación de los heridos confederados, que se considera incompleta, es de 194.026.

Los principales ejércitos confederados, el Ejército del Norte de Virginia bajo el mando del general Robert E. Lee y los remanentes del Ejército de Tennessee y varias otras unidades bajo el mando del general Joseph E. Johnston, se rindieron a los Estados Unidos el 9 de abril de 1865 (oficialmente el 12 de abril) y el 18 de abril de 1865 (oficialmente el 26 de abril). Otras fuerzas confederadas se rindieron entre el 16 de abril de 1865 y el 28 de junio de 1865. Para el final de la guerra, más de 100.000 soldados confederados habían desertado, y algunas estimaciones sitúan el número en un tercio de los soldados confederados. El gobierno de la Confederación se disolvió efectivamente cuando huyó de Richmond en abril y no ejerció ningún control sobre los ejércitos restantes.

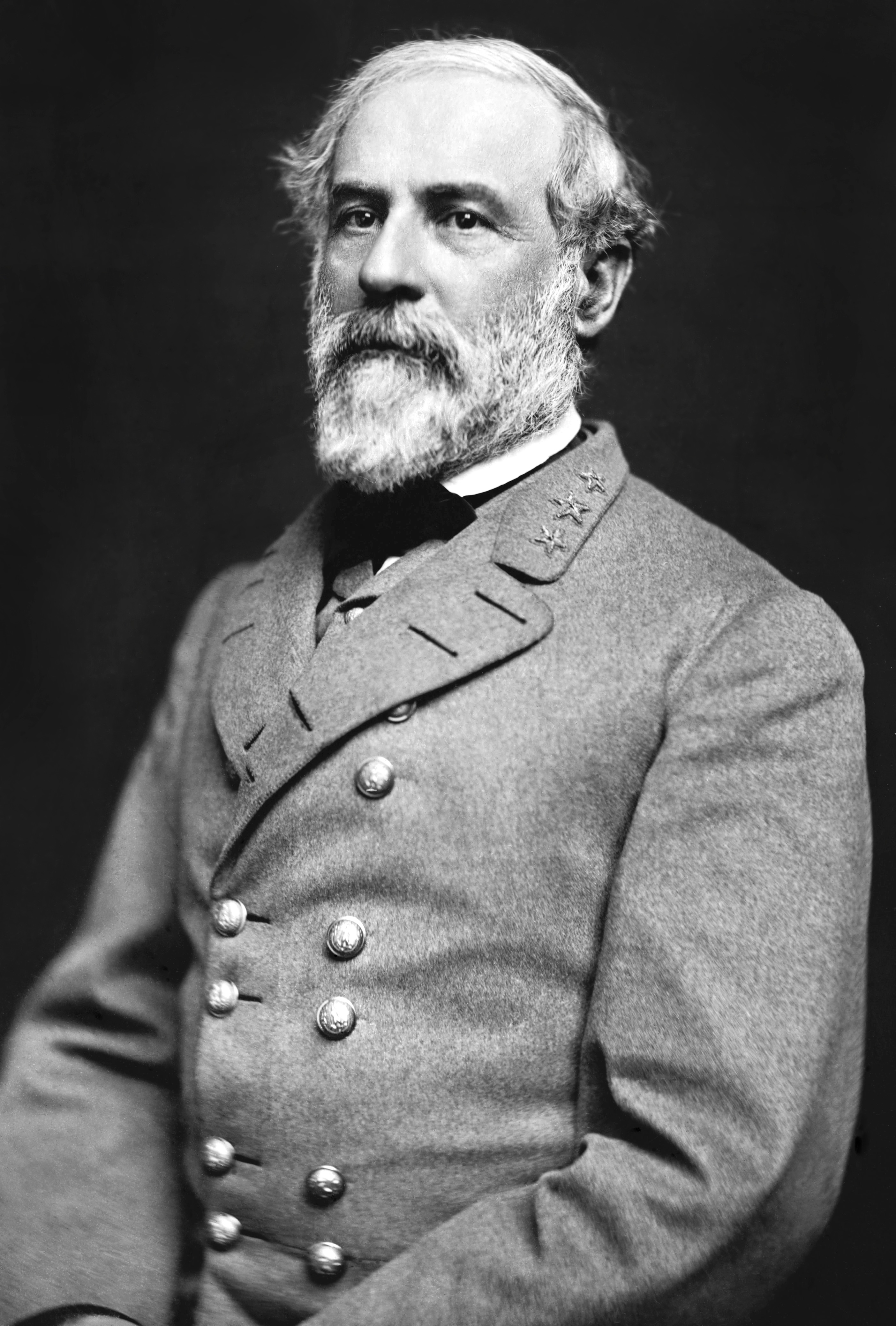
Robert Edward Lee

## Establecimiento
El Congreso Confederado estableció el ejército de la Confederación desde el patrón del Ejército de los Estados Unidos. Este iba a consistir en una fuerza provisional grande existente sólo en tiempos de guerra y un pequeño ejército regular permanente. El ejército provisional voluntario fue establecido por acto del congreso confederado provisional aprobado el 28 de febrero de 1861, una semana antes del que estableció la organización del ejército regular y permanente, aprobado el 6 de marzo. Aunque las dos fuerzas existieron al mismo tiempo, muy poco se hizo para organizar el ejército regular de la Confederación.
Además, milicias estatales de la confederación se organizaron y se comandaron por los gobiernos de los estados, similares a las autorizadas por el acta de milicias de Estados Unidos de 1792.

## El control y el reclutamiento
El control y la operación del ejército confederado fue administrado por el Departamento de Guerra de los Estados Confederados, que fue establecido por el Congreso confederado provisional el 21 de febrero de 1861. El Congreso Confederado dio el control sobre las operaciones militares, y la autoridad para reunir las fuerzas estatales y voluntarios al Presidente de los Estados confederados de América el 28 de febrero de 1861, y el 6 de marzo de 1861.
El Congreso Confederado hizo varias modificaciones en el transcurso de la guerra sobre el reclutamiento, para combatir las pérdidas sufridas en batalla, pero siempre estuvo escaso de efectivos en comparación con la cantidad de recursos humanos de la unión.

## Comando
El ejército no tiene un comandante militar general formal o general en jefe, hasta el final de la guerra. El presidente confederado, Jefferson Davis, él mismo un exoficial del Ejército de Estados Unidos y Secretario de Guerra de Estados Unidos, sirvió como comandante en jefe y guiaba la dirección estratégica para las fuerzas terrestres y navales de la Confederación. El Presidente controló de cerca el desarrollo de la guerra e interfirió con resultados no siempre brillantes, en las operaciones del general al mando de los diversos ejércitos; no fue nombrado un comandante en jefe con plenos poderes hasta enero de 1865, cuando por fin, en una situación comprometida, se le asignó la tarea al general Robert Edward Lee (Lee fue designado formalmente general en jefe por una ley del Congreso (23 de enero de 1865) y sirvió en esta capacidad desde el 31 de enero hasta el 9 de abril de 1865).
La falta de control centralizado era una debilidad estratégica para la Confederación, y hay pocos casos de múltiples ejércitos que actúen de manera concertada en múltiples teatros para alcanzar un objetivo común.

## Suministro y logística

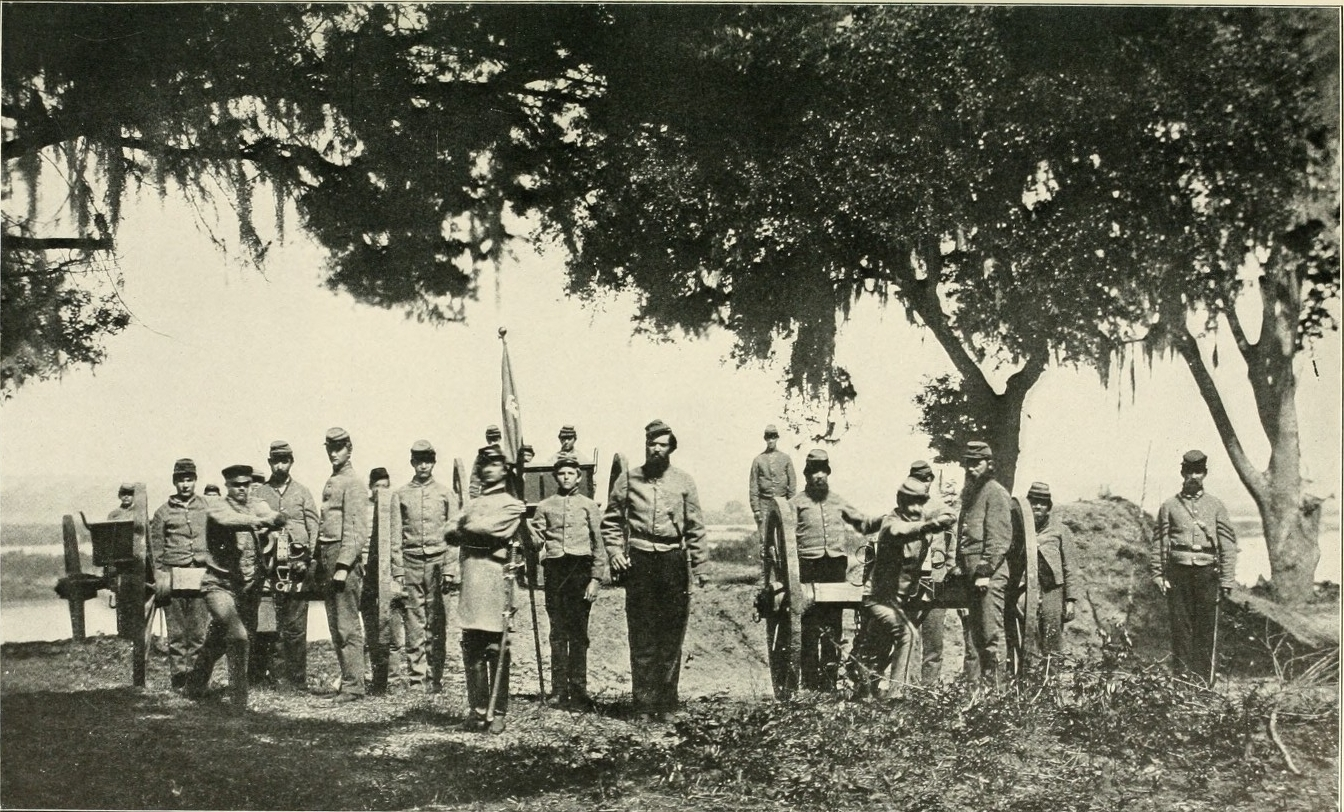
Artillería confederada en el puerto de Charleston

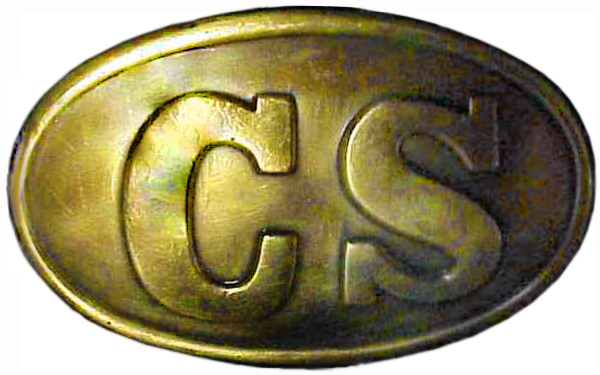
Hebilla de cinturón con la marca de la confederación.

La situación del suministro de la mayoría de los ejércitos de la Confederación era pésimo, incluso cuando resultaban victoriosos en el campo de batalla. El gobierno central estaba corto de dinero por lo que cada gobierno estatal tenía que suministrar a sus propios regimientos. La falta de autoridad central y los ineficaces ferrocarriles, combinado con la falta de voluntad frecuente o incapacidad de los gobiernos de los estados del sur de proporcionar una financiación adecuada, fueron factores clave en la desaparición del ejército confederado. La Confederación perdió pronto el control de la mayoría de sus ríos y principales puertos oceánicos siendo capturados o bloqueados. El sistema de carreteras era pobre, y la logística se apoyó cada vez más en un sistema ferroviario muy sobrecargado. Las fuerzas de la unión destruyeron el sistema de transporte y de comunicaciones de la confederación tan a menudo como fue posible, sabedora de que esta era incapaz de reponerlo. Incursiones ocasionales en el Norte fueron diseñados para capturar dinero y suministros.
Como resultado de los problemas graves de suministro, así como la falta de fábricas textiles en la Confederación y el exitoso bloqueo naval unionista a los puertos del Sur, el típico soldado confederado rara vez era capaz de llevar el uniforme reglamentario estándar, especialmente a medida que avanzaba la guerra. Mientras en las marchas o en formación de parada, los ejércitos confederados a menudo muestran una amplia gama de vestuario e incluso soldados con una mezcolanza de ropa civil. Se esperaba que los estados individuales abastecieran a sus soldados, lo que llevó a una práctica falta de uniformidad. Algunos estados (tales como Carolina del Norte) fueron capaces de abastecer mejor a sus soldados, mientras que otros estados (como Texas) no fueron capaces, por diversas razones para abastecer adecuadamente a sus tropas. Además, cada estado tenía a menudo sus propias normas de uniformes e insignias, lo que significaba que el uniforme confederado "estándar" ofrece a menudo una variedad de diferencias en función del estado del cual el soldado vino.

## Estadísticas y tamaño

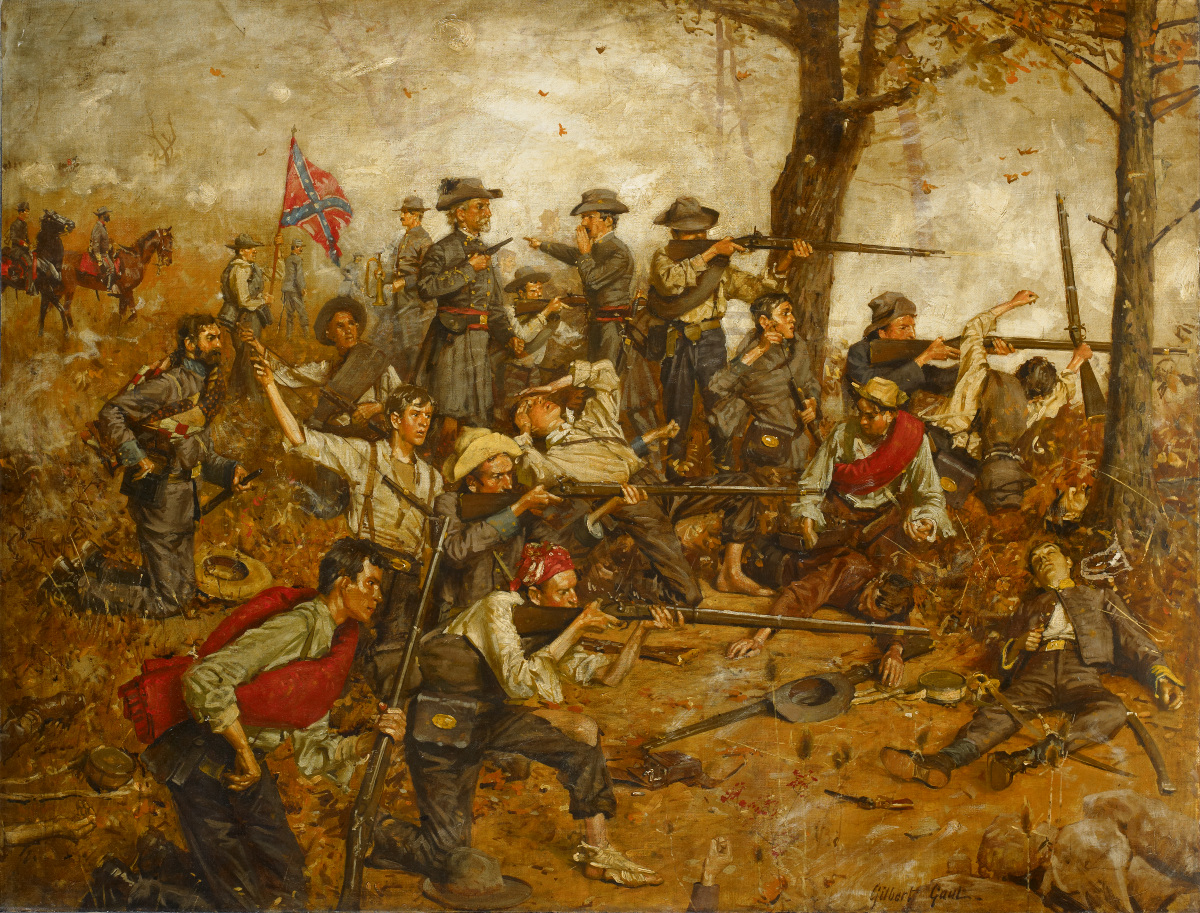
Holding the Line at All Hazards pintura de William Gilbert Gaul.

Los registros incompletos y destruidos hacen imposible un recuento exacto del número de hombres que sirvieron en el ejército de la Confederación. Los historiadores proporcionan estimaciones del número de soldados de la Confederación que oscilan entre 600.000 y 1.500.000 hombres. Las cifras de víctimas de la Confederación también son incompletas y poco fiables. Las mejores estimaciones del número de muertes de soldados de la Confederación son alrededor de 94.000 muertos o mortalmente heridos en batalla, 164.000 muertes por enfermedad y entre 26.000 y 31.000 muertes en los campos de prisioneros de la Unión.
La Guerra Civil costó más muertos que todas las guerras de los Estados Unidos anteriores juntas. Basándose en las cifras del censo de 1860, el 8 % de todos los hombres blancos entre 13 y 43 años murieron en la guerra. En el Norte este dato es del 6 % de fallecidos, mientras que en el Sur las cifras indican la muerte del 18 % de varones. Más de uno de cada cuatro soldados de la Unión resultó muerto o herido durante la guerra; las cifras de muertes en el Ejército Confederado fueron incluso peores, ya que uno de cada tres de sus soldados resultó muerto o herido.
En comparación con el Ejército de la Unión, el ejército de la Confederación no era muy diverso en etnias. El 91 % de los soldados confederados eran hombres blancos nacidos en el país y sólo el 9 % eran hombres blancos nacidos en el extranjero, los irlandeses eran el grupo más grande, entre otros grupos se cuentan alemanes, franceses, y británicos. Un pequeño número de hombres asiáticos fueron incluidos por la fuerza en el ejército confederado en contra de su voluntad cuando llegaron a Luisiana desde el extranjero.

## Nativos americanos y el ejército de la Confederación
Los nativos americanos sirvieron tanto en la Unión como en la Confederación durante la guerra civil americana. Lucharon sabiendo que podrían poner en peligro su libertad, culturas únicas, y las tierras ancestrales si ellos terminaban en el lado del perdedor de la Guerra Civil. 28.693 nativos americanos sirvieron en ambos ejércitos durante la Guerra Civil, participando en batallas como la de Pea Ridge, Segunda batalla de Manassas, Antietam, Spotsylvania, Cold Harbor, y en el sitio de Petersburg. Muchas tribus nativo americanas, como la Creek y los Choctaw, eran dueños de esclavos en sí mismos, y por lo tanto, más afines política y económicamente con la Confederación.
Al comienzo de la guerra, Albert Pike fue nombrado como enviado confederado a los nativos americanos. En esta capacidad él negoció varios tratados, como el Tratado con Choctaws y Chickasaws realizado en julio de 1861.

### Cherokee

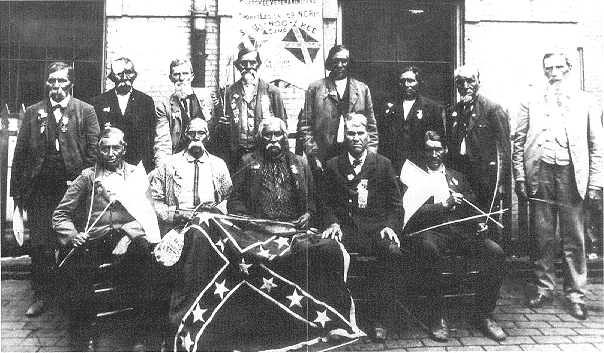
Reunión de cherokees confederados en Nueva Orleans en 1903.

Stand Watie junto con algunos Cherokee, del lado del ejército de la Confederación, se hizo coronel y mandó un batallón de Cherokee. En la guerra de Secesión, las tropas de Stand Watie participaron en unos veintisiete combates importantes y en un sinfín de escaramuzas menores. En febrero de 1865, Stand Watie recibió el mando del Departamento indio, pero no fue capaz de poner en marcha las operaciones ofensivas. Él lanzó a luchar a la mayor parte de sus tropas tras el colapso de la resistencia de la Confederación en la primavera de 1865.
Stand Watie y su regimiento se rindieron oficialmente el 23 de junio de 1865, convirtiéndose en el último general confederado a deponer las armas, el anterior había sido Edmund Kirby en Galveston el 2 de junio.
William Holland Thomas, el único jefe blanco de la Banda Oriental de los indios Cherokee, reclutó a cientos de Cherokees para el ejército de la Confederación, en particular para la Thomas 'Legion. La Legión, creada en septiembre de 1862, luchó hasta el final de la Guerra.

### Choctaw
Batallones confederados Choctaw se formaron en el territorio indio y más tarde en Misisipi en apoyo de la causa del sur. Los Choctaws, estaban esperando el apoyo de los confederados, pero obtuvieron muy poco. Webb Garrison, un historiador de la guerra civil, describe su respuesta: cuando el general de brigada confederado Albert Pike autorizó el levantamiento de regimientos durante el otoño de 1860, Creek, Choctaws y Cherokees respondieron con gran entusiasmo. Su celo por la causa confederada, sin embargo, comenzó a evaporarse cuando se encontraron con que ni las armas ni la remuneración se habían dispuesto para ellos.
En la Nación Choctaw en territorio indio, Jackson McCurtain, que luego se convertiría en un jefe de distrito, fue elegido como representante del Condado para el Consejo Nacional en octubre de 1859. El 22 de junio de 1861, se alistó en el primer regimiento de Choctaw y Chickasaw de rifles montados. Fue comisionado capitán de la Compañía G bajo el mando del Coronel Douglas H. Cooper, del ejército confederado. En 1862 se convirtió en teniente coronel del Primer Batallón Choctaw.

## Los afroamericanos y el ejército de la Confederación
Con tantos hombres blancos reclutados en el ejército y aproximadamente el 40 % de su población no libre, el trabajo necesario para mantener la sociedad que funcionaba en la Confederación terminó en gran medida en las espaldas de los esclavos. Incluso el gobernador de Georgia, Joseph E. Brown, señaló que "el país y el ejército dependen principalmente de mano de obra esclava para el apoyo". Se utilizó mano de obra esclava afroamericana en una amplia variedad de funciones de apoyo logístico para la Confederación.
La idea de armar a los esclavos de la Confederación para su utilización como soldados se especuló desde el inicio de la guerra, pero tales propuestas no fueron consideradas seriamente por Jefferson Davis u otros en la administración confederada hasta el final de la guerra, cuando la Confederación se enfrenta a la escasez severa de recursos humanos. Incluso después de que la Confederación aprobó el uso de esclavos como soldados a finales de la guerra, muy pocos esclavos terminaron siendo alistados antes de que la Confederación se rindiera a los EE. UU. y la guerra terminase.

## Ejércitos confederados

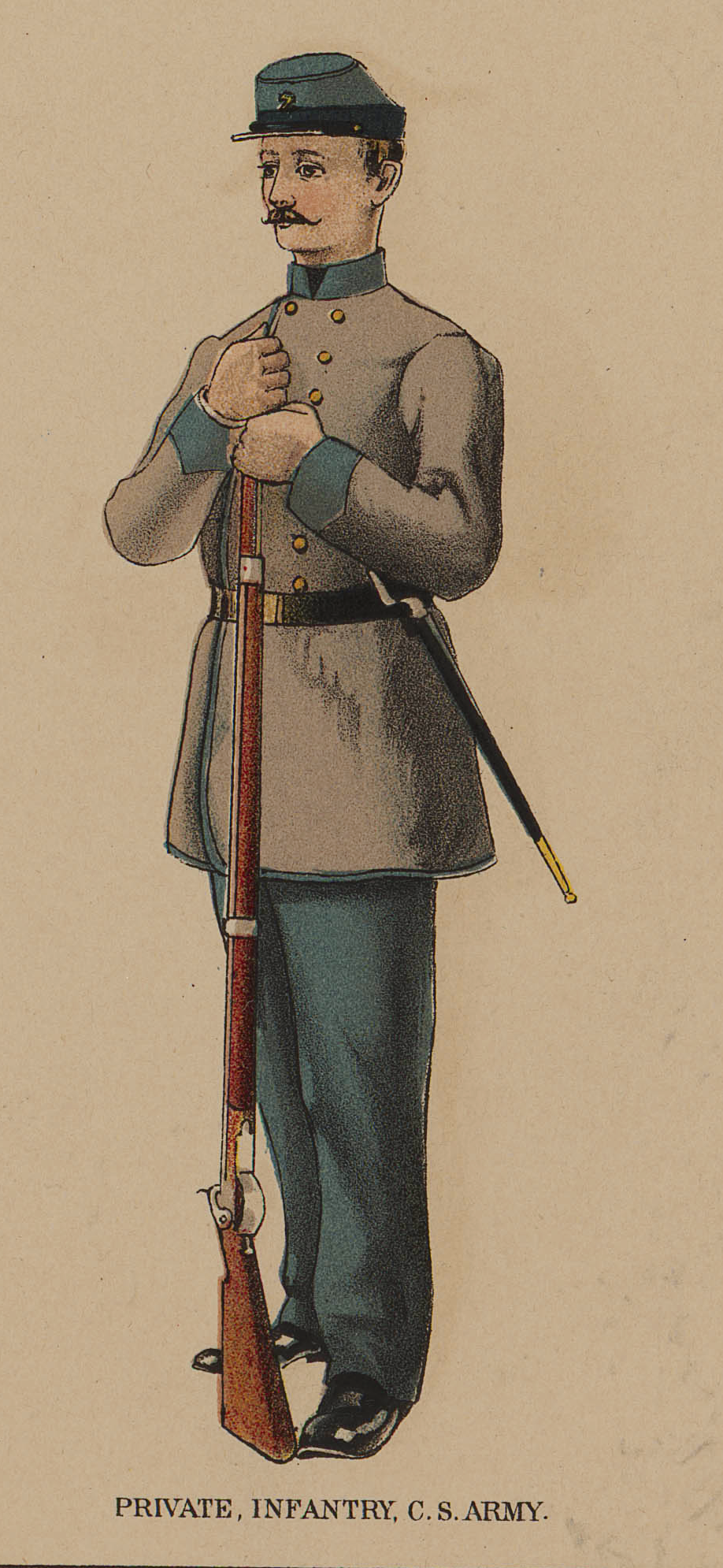
Soldado confederado

Al igual que el de los unionistas, el ejército confederado se dividía en varias fuerzas independientes entre sí. Sumaban en total entre 500 mil y 2 millones de hombres, incluyendo el personal no militar y las reservas.
Los principales eran:
- Ejército de Virginia del Norte (o del Valle), actuó entre 1861 y 1865.
- Ejército del Mississippi (también llamado de Vicksburg), actuó entre 1862 y 1864, cuando fue deshecho por los norteños y los restos se integraron en el de Tennessee.
- Ejército de Tennessee (o del Medio de Tennessee o el Oeste), actuó entre 1862 y 1865.

Los menores eran los de:
- Kanawha (1861).
- Kentucky Central (1861–1862).
- Misuri (1864).
- Nuevo México (1861–1862).
- Kentucky (1862).
- Tennessee Occidental (1862–1863).
- Tennessee Meridional (1863–1865).
- Noroeste (1861–1862).
- Península (1861–1862).
- Potomac (1861).
- Shenandoah (1861).
- Trans-Mississippi (1865).
- Oeste (1862).
- Luisiana Occidental (1865).

### Rangos e insignias
| Estructura de rangos en el Ejército confederado | Estructura de rangos en el Ejército confederado | Estructura de rangos en el Ejército confederado | Estructura de rangos en el Ejército confederado | Estructura de rangos en el Ejército confederado | Estructura de rangos en el Ejército confederado | Estructura de rangos en el Ejército confederado | Estructura de rangos en el Ejército confederado | Estructura de rangos en el Ejército confederado | Estructura de rangos en el Ejército confederado | Estructura de rangos en el Ejército confederado |
| General                                         | Coronel                                         | Teniente coronel                                | Mayor                                           | Capitán                                         | Teniente                                        | Alférez                                         |                                                 |                                                 |                                                 |                                                 |
| ----------------------------------------------- | ----------------------------------------------- | ----------------------------------------------- | ----------------------------------------------- | ----------------------------------------------- | ----------------------------------------------- | ----------------------------------------------- | ----------------------------------------------- | ----------------------------------------------- | ----------------------------------------------- | ----------------------------------------------- |

General (CSA)
Coronel (de Infantería)
Teniente coronel (del Cuartel General)
Mayor (del Medical Corps)
Capitán (del Cuerpo de Marines)
Teniente Primero (de Artillería)
Teniente Segundo (de Caballería)

Existían cuatro grados en el generalato (general, lieutenant general, major general, y brigadier general), pero todos tenían la misma insignia de rango. Crear varios rangos de general fue una decisión tomada a lo largo de la guerra, ya que inicialmente el Congreso Confederado solo creó el rango de brigadier general. Las necesidades de la guerra forzaron la creación de nuevos rangos, pero no se crearon insignias de rango nuevas. Robert E. Lee fue una excepción ya que a pesar de ser el general más importante, escogió llevar la insignia del grado de coronel. Solo siete hombres llevaron las insignias de general; el de mayor rango fue Samuel Cooper, ayudante general e inspector general de los Estados Confederados de América.
El uniforme de los oficiales tenía un diseño trenzado en las mangas y el kepi, con el número de rayas adyacentes (y por lo tanto el ancho de las líneas del diseño) indicando su rango. El color de las trenzas del uniforme y el kepi indicaban la rama militar. El trenzado era a veces retirado por los oficiales, porque los hacía blancos evidentes. El kepi era rara vez empleado, porque se prefería el usual chambergo debido a su utilidad en el clima sureño.
| Enlisted Rank Structure | Enlisted Rank Structure | Enlisted Rank Structure | Enlisted Rank Structure | Enlisted Rank Structure | Enlisted Rank Structure | Enlisted Rank Structure | Enlisted Rank Structure | Enlisted Rank Structure | Enlisted Rank Structure | Enlisted Rank Structure |
| Sargento Mayor          | Quartermaster Sergeant  | Sargento Ordenanza      | Sargento Primero        |                         |                         |                         |                         |                         |                         |                         |
| Sargento                | Cabo                    | Músico                  | Soldado raso            |                         |                         |                         |                         |                         |                         |                         |
|                         |                         | Sin insignia            | Sin insignia            |                         |                         |                         |                         |                         |                         |                         |
| ----------------------- | ----------------------- | ----------------------- | ----------------------- | ----------------------- | ----------------------- | ----------------------- | ----------------------- | ----------------------- | ----------------------- | ----------------------- |

Se usaban colores para las insignias. Azul para la infantería, amarillo para la caballería y rojo para la artillería. Esto podía diferir entre distintas unidades, dependía más de la disponibilidad de recursos y de los gustos del comandante de la unidad. Los regimientos de caballería de Texas usaban insignias rojas, y la infantería usaba el color negro.
El ejército confederado se distinguía en que todos los oficiales por debajo de general eran elegidos por los hombres bajo su mando. El Congreso Confederado autorizó las recompensas mediante condecoraciones al valor y buena conducta el 13 de octubre de 1862, pero las dificultades de la guerra impidieron la fabricación de dichas medallas. Para reconocer dichas conductas los nombres de los nominados eran publicados en el Roll of Honor, que era leído ante las unidades y publicado en los periódicos de cada estado.